# Sanchezia oblonga
Sanchezia oblonga är en akantusväxtart som beskrevs av Hipólito Ruiz López och Pav.. Sanchezia oblonga ingår i släktet Sanchezia och familjen akantusväxter. Inga underarter finns listade i Catalogue of Life.

## Bildgalleri

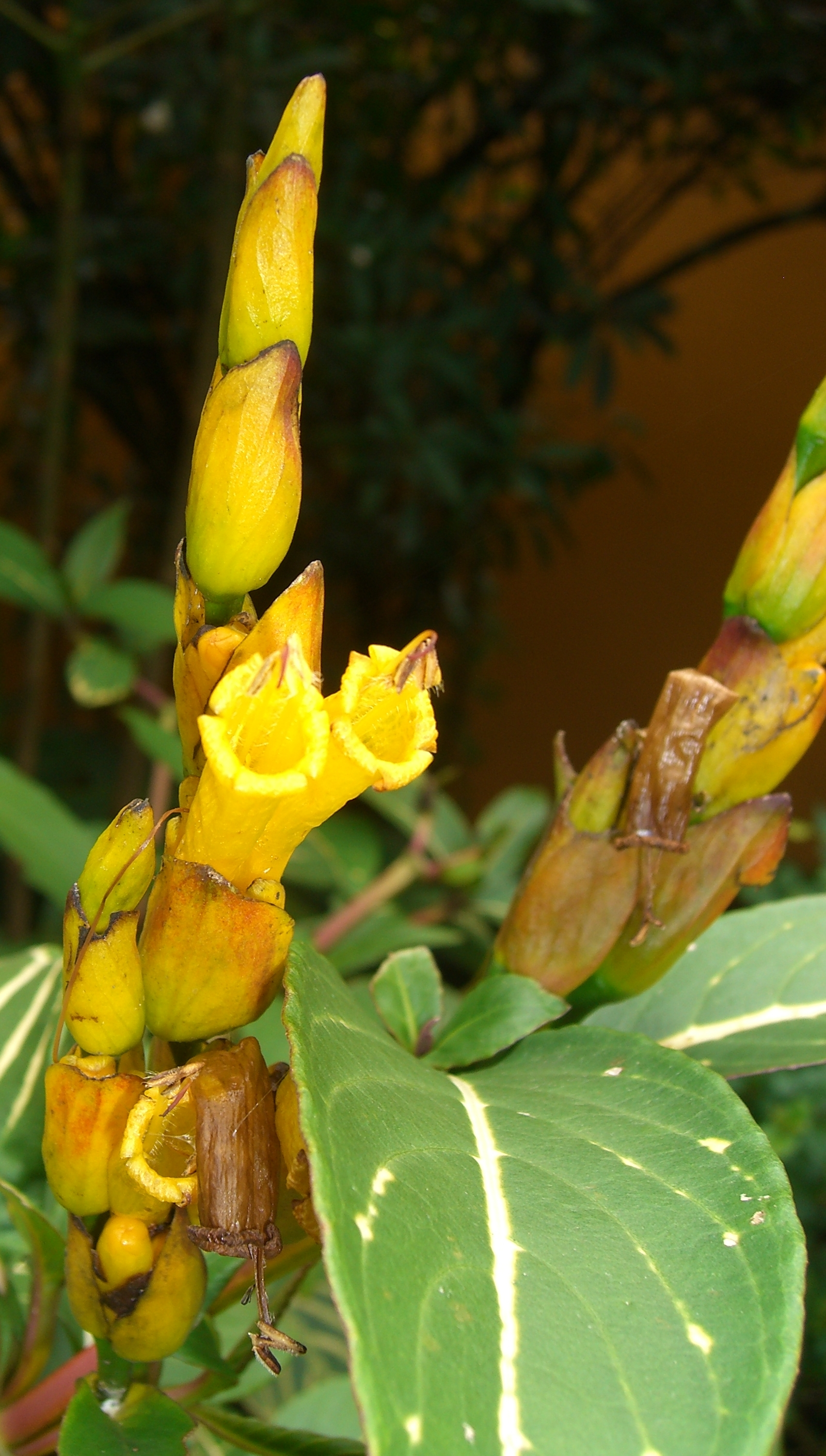
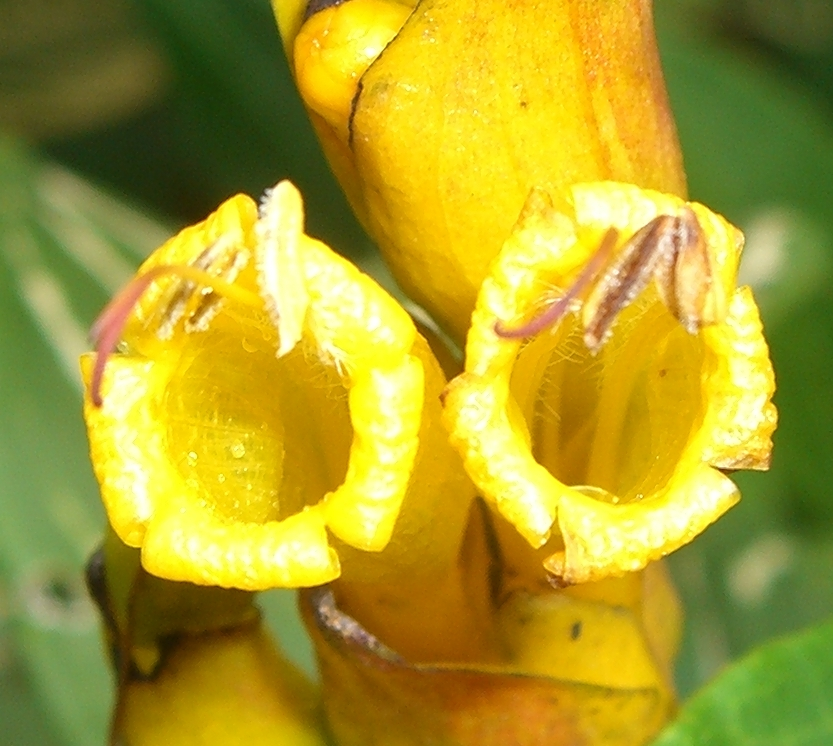
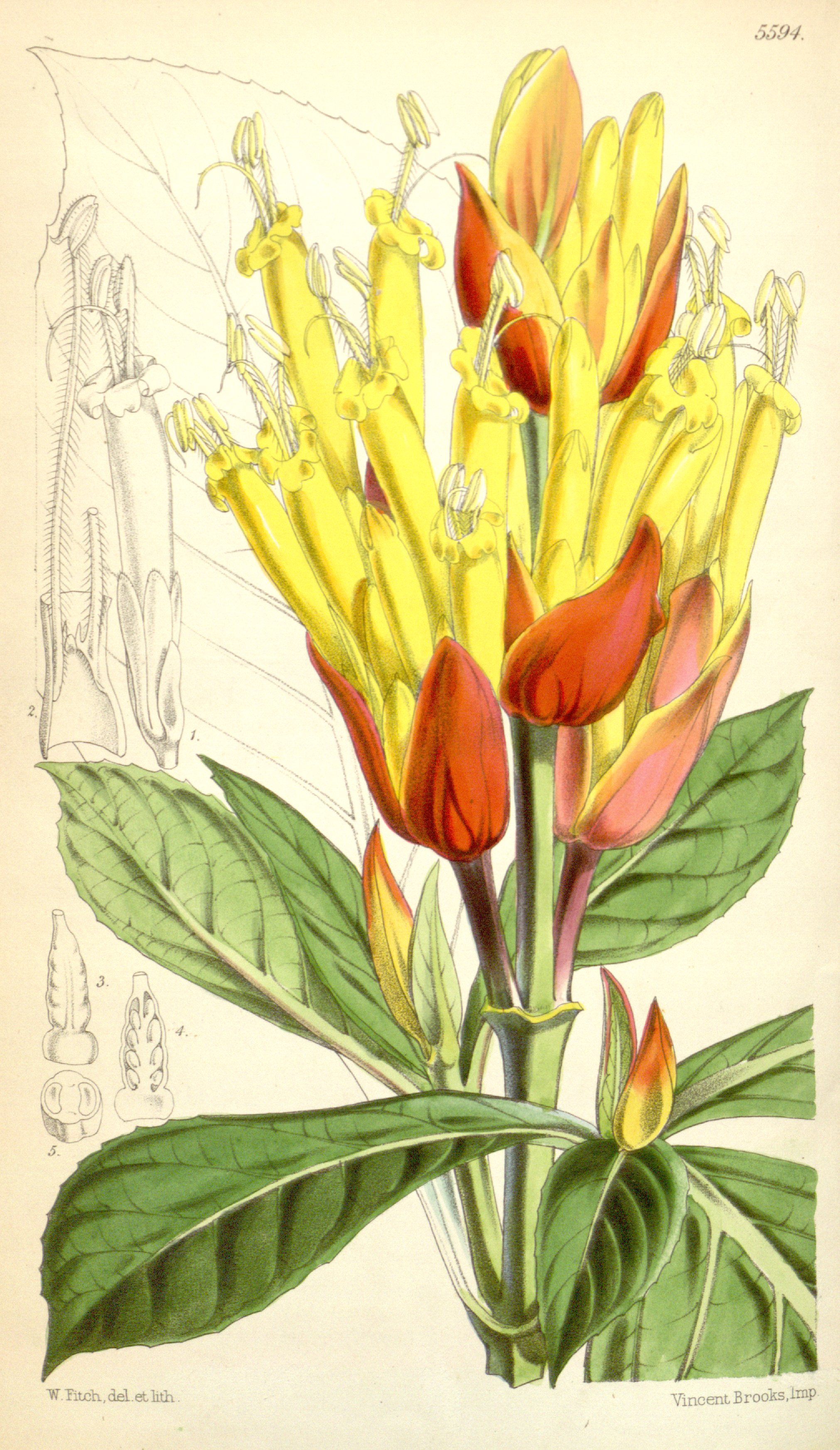